# Sejlstrupgård
Sejlstrupgård eller Sejlstrup Gods er en herregård i Sejlstrup Sogn i det tidligere Børglum Herred Hjørring Amt, nu Hjørring Kommune i Vendsyssel. 
Navnet "Sighaels-torp" indeholder formentlig navnet på gårdens grundlægger "Sighael", og sognet har utvivlsomt fået navn efter gården. Sådanne navne stammer fra omkring 1000-tallet. Til godset hører Sejlstrup Kirke, sognekirken, der er bygget i romansk tid omkring år 11—1200-tallet. Den kaldtes også i gammel tid Sejlstrup Kapel og er vel bygget som kapel for hovedgårdens beboere og fæstere under den. 
Gården nævnes første gang 1335 i forbindelse med den daværende ejer væbner og senere ridder Markvard Ratztorp. Han afhændede det på et eller andet tidspunkt til Børglum Bispestol. I bispetiden dvs. 1350 – 1538 bestyredes gården af forskellige bispelige lensmænd. Følgende har været lensmænd: Jes Thomesen 1465, Henrik Friis 1480 (han ejede senere Odden), Markvard Jensen (Rodsteen) 1486 og 1494 og Laurids Konge 1513. Under Klemensfejden 1534 blev Sejlstrup Slot afbrændt. Den lå dengang lidt nord for kirken og der spores muligvis endnu et lavt, firkantet voldsted omgivet af en grav og en ydervold. Ved genopbygning er gården muligvis begyndt at ligge på dens nuværende plads. På den gamle tomt blev i 1870 fundet en skriftlig ordre på latin fra paven til bispen i Schwerin dateret den 29. jan 1367. (Acta pontificium Danica, Nr. 634) -Bispen i Schwerin skal undersøge de klager, som Biskop Jens Mikkelsen og Kapitlet i Børglum har rette mod biskop Magnus i Ribe. Han får apostolsk fuldmagt til, hvis det forholder sig rigtigt med klagerne, at bansætte Magnus indtil denne gør sine forseelser gode igen og møder ved kurien med et bevis for det fra bispen i Schwerin. 

## Ejere
- 1335-1356 Væbner Markvard Ratztorp til Labinggård og Åkær
- 1356-1536 Børglum bispestol
- 1536-1651 Kronen
- 1651-1656 Jacob Kohl
- 1656-1684 Galtie Grates
- 1656-1684 Peiter Andreasen van Stawern
- 1684-1687 Kronen
- 1687-1689 Peter Rodsteen
- 1689 Jens Rodsteen
- 1689-1714 Arnold Christian Dyssel
- 1714-1715 Boet efter Arnold Chr. Dyssel
- 1715-1717 Martin Dyssel
- 1715-1718 Arnold Chr. Dyssel
- 1718-1746 Jesper Jespersen
- 1746-1747 Ane Lassen til Rødslet
- 1747-1749 Mathias Lassen til Bjørnsholm
- 1749-1768 Peder Biering
- 1768-1798 Erik Hansen Wilsbech
- 1798-1805 Arent Hassel Rasmussen
- 1805-1848 Rasmus Høyer
- 1848-1865 Jens Juulby Høyer
- 1865-1881 Axel Rosenkrantz Segelcke
- 1881-1912 Severin Peter Vincentz Segelcke
- 1912-1917 Konsortium: Knud Christiansen, Hans Østergård, Chr. Nielsen
- 1917-1947 Knud Christiansen
- 1947-1948 Konsortium
- 1948-1952 Niels Åge Christensen
- 1952-1954 J. W. Olesen
- 1954-2000 Hans A. Christensen og Chr. P. Christensen
- 2000- Mogens Steen Frederiksen og Annegrete Frederiksen